# Variraptor
Variraptor mechinorum var en småväxt köttätande dinosaurie som man hittat fossil av i södra Frankrike, där den tros ha levt i slutet av Kritaperioden. Den ingick i familj Dromaeosauridae, och var nära släkt med bland annat Deinonychus och Velociraptor.
Släktnamnet är bildat av flodens namn där fossilen hittades. Exemplaren hade uppskattningsvis en längd av 1,8 meter och en vikt av 45 kg. De rörde sig på två ben och hade kraftiga klor samt vassa tänder. Även armarna var robusta. Födan utgjordes antagligen av andra djur.